# John Rahn
John Rahn (New York, 26 febbraio 1944) è un fagottista, compositore, insegnante e teorico della musica statunitense.
Rahn ha studiato fagotto e composizione al Cal Poly Pomona, alla Juilliard School of Music e alla Princeton University. È professore di composizione e teoria della musica, è inoltre direttore associato della scuola di musica alla Washington University.

## Pubblicazioni
- Basic Atonal Theory, Macmillan Library Reference, 1980. 168 p., ISBN 978-0-02-873160-5
- The Lisp Kernel: A Portable Environment for Musical Composition. Forthcoming in the Proceedings of the First International Workshop on Music and AI (September 15-16, 1988, Sankt Augustin, Germany)
- Computer Music: A View from from Seattle, in: Computer Music Journal 12/3 (Fall 1988): pp. 15–30
- The LISP Kernel: A Portable Software Environment for Composition. in: Computer Music Journal 14/4.
- Processing Musical Abstraction: Remarks on LISP, the NeXT, and the Future of Musical Computing., in: Perspectives of New Music 28/1 (Winter 1990)
- Repetition, in: Contemporary Music Review 7 (1993), 55.
- Perspectives on Musical Aesthetics, Norton, W. W. & Company, Inc., 1995. 400 p., ISBN 978-0-393-96508-7
- Music Inside Out: Going Too Far in Musical Essays (Critical Voices in Art, Theory and Culture), Taylor & Francis, Inc., 2000. 232 p. ISBN 978-90-5701-332-4